# San Luis Talpa
San Luis Talpa – miasto w Salwadorze, w departamencie La Paz.